# Борковское (сельское поселение, Удмуртия)
Борковское  — упразднённое муниципальное образование со статусом сельского поселения в составе Камбарского района Удмуртии.
Административный центр — посёлок Борок.
Законом Удмуртской Республики от 30.04.2021 № 41-РЗ упразднено в связи с преобразованием муниципального района муниципальный округ.

## Состав
В состав сельского поселения входят 6 населённых пункта:
- посёлок Борок;
- деревня Савино;
- станция Армязь;
- населённый пункт Дома 1152 км;
- населённый пункт Дома 1153 км;
- населённый пункт Дома 1155 км.

## Население
| 2010 | 2012 | 2013 | 2014 | 2015 | 2016 | 2017 |
| ---- | ---- | ---- | ---- | ---- | ---- | ---- |
| 682  | ↘660 | ↘652 | ↘645 | ↗653 | ↘651 | ↘623 |
| 2018 | 2019 | 2020 |      |      |      |      |
| ↘609 | ↗614 | ↗620 |      |      |      |      |